# Macrochaeta natalensis
Macrochaeta natalensis är en ringmaskart som beskrevs av Hartmann-Schröder 1996. Macrochaeta natalensis ingår i släktet Macrochaeta och familjen Acrocirridae. Inga underarter finns listade i Catalogue of Life.